# Sarmatia incongrualis
Sarmatia incongrualis är en fjärilsart som beskrevs av Walker 1865. Sarmatia incongrualis ingår i släktet Sarmatia och familjen nattflyn. Inga underarter finns listade.